# Vilar (Cadaval)
Vilar é uma povoação portuguesa sede da Freguesia de Vilar do Município do Cadaval, freguesia com 16,93 km² de área e 1565 habitantes (censo de 2021), tendo, por isso, uma densidade populacional de 92,4 hab./km².
Situada no limite sul do Município do Cadaval, esta freguesia é atravessada pela EN 115 que liga aos Municípios de Alenquer e Torres Vedras, com os quais faz fronteira; internamente, faz fronteira com Pero Moniz e Lamas.
A Freguesia de Vilar é constituída por diversas povoações e lugares nomeadamente Rechaldeira, Avenal, Carvalhal, Palhais, Pereiro, Tojeira, Vila Nova e Vilar.

## Demografia
A população registada nos censos foi:
| Distribuição da População por Grupos Etários | Distribuição da População por Grupos Etários | Distribuição da População por Grupos Etários | Distribuição da População por Grupos Etários | Distribuição da População por Grupos Etários |
| -------------------------------------------- | -------------------------------------------- | -------------------------------------------- | -------------------------------------------- | -------------------------------------------- |
| Ano                                          | 0-14 Anos                                    | 15-24 Anos                                   | 25-64 Anos                                   | > 65 Anos                                    |
| 2001                                         | 180                                          | 215                                          | 801                                          | 492                                          |
| 2011                                         | 229                                          | 129                                          | 821                                          | 505                                          |
| 2021                                         | 142                                          | 158                                          | 712                                          | 553                                          |